# Blidstrup Kirke
Blidstrup Kirke ligger i landsbyen Blidstrup, ca. 13 km SV for Nykøbing M (Region Nordjylland). Indtil Kommunalreformen i 2007 lå den i Viborg Amt, og indtil Kommunalreformen i 1970 i Morsø Sønder Herred (Thisted Amt).
Kirken bærer præg af tilknytning til Blistrup hovedgård, som ligger tæt ved kirken. Apsis, kor og skib er opført i romansk tid af granitkvadre. Tårnet er opført i gotisk tid, våbenhuset i sengotisk tid. Tårnets underdel rummer rester af et tidligere tårnanlæg. Apsis og kor har sokkel med karnisprofil over skråkant. Skibet har profilsokkel. Dette kunne tyde på et ophold i byggeriet efter opførelsen af apsis og kor.
Syddøren har karmsten, der prydes med rundstav og rankebort ledsaget af tovstav, som foroven danner bue over en tympanon med løver i fladt relief. Den tilmurede norddør har haft en tilsvarende udsmykning, men den flade overligger er fra 1904, da man rekonstruerede dørindfatningen. Over norddøren ses et nyere dobbeltvindue, de øvrige vinduer mod nord og øst er oprindelige. Sydsidens vinduer er af nyere dato, overliggerne er dog oprindelige, formodentlig stammer de fra det tidligere tårn.
Apsisbuen med tynde kragbånd er oprindelig, korbuen er ændret, da koret fik indbygget hvælv i nyere tid. Det lille tårnrum er indrettet til gravkapel med en herskabsstol øverst. I den runde tårnbue ses kragsten, som muligvis stammer fra den oprindelige korbue. Det romanske alterbord har hjørnehoveder på soklen. Altertavlen er i renæssance med maleri efter Carl Blochs
Jesus i Gethsemane Have. Prædikestolen af Næssund-typen er fra o.1590.
Den romanske granitfont har på kummen akantusranke og lodrette stave udformet som menneskekroppe.

## Eksterne kilder og henvisninger
- Wikimedia Commons har flere filer relateret til Blidstrup Kirke
- Blidstrup Kirke Arkiveret 31. januar 2011 hos  Wayback Machine på nordenskirker.dk
- Blidstrup Kirke på KortTilKirken.dk
- Blidstrup Kirke i bogværket Danmarks Kirker (udg. af Nationalmuseet)